# Liste der am russisch-ukrainischen Krieg im Jahr 2014/15 beteiligten militärischen Verbände
Dies ist eine Liste der militärischen Verbände, bei denen eine Beteiligung am Krieg im Donbas ab 2014/15 und/oder bis heute und/oder an Kriegsverbrechen im Russisch-Ukrainischen Krieg und/oder am Russischer Überfall auf die Ukraine 2022 belegt ist. Mit dem Neunten Sanktionspaket wurden Vermögenssperren und EU-Einreiseverbote gegen Jan Petrowski von der Gruppe Wagner und gegen weitere Anführer weiterer militärischer Verbände verhängt.

## Russland
Im Krieg im Donbas waren 2014 die russischen Truppen in zwei Armeekorps zusammengefasst, die von russischen Generälen geführt wurden. Das 1. Armeekorps wurde in der Nähe von Donezk eingesetzt, das 2. Armeekorps in der Nähe von Luhansk.
Die Aktivitäten dieser Korps wurden vom Generalstab der Streitkräfte Russlands (Generaloberst Waleri Wassiljewitsch Gerassimow) über das Hauptquartier des südlichen Militärbezirks (Generaloberst Alexander Wiktorowitsch Galkin) und das 12. Reservekommando dieses Militärbezirks (Generaloberst Andrei Nikolajewitsch Serdjukow) geleitet.
Die Aktionen dieser beiden Korps wurden vom stellvertretenden Kommandeur der Bodentruppen der RF-Streitkräfte, Generaloberst Alexander Iwanowitsch Lenzow, koordiniert. Darüber hinaus waren mindestens acht weitere Generäle an Feindseligkeiten im Donbass beteiligt, oft unter Verwendung von Spitznamen (Pseudonym), bei Dokumente und Handlungen unter falschem Namen.
- 53. Flugabwehrbrigade

- Igor Strelkow, auch Igor Wsewolodowitsch Girkin

Laut Joint Investigation Team stammte die Buk-Boden-Luft-Rakete von der 53. Flugabwehrbrigade der Russischen Föderation (RF), war am Tag des Absturzes aus Russland transportiert worden, von pro-russischen Separatisten abgefeuert von einem Feld im von Separatisten kontrollierten Gebiet, und wurde nach Russland zurücktransportiert, nachdem sie zum Abschuss von MH17 verwendet worden war. Das zivile Passagierflugzeug, Malaysia Airlines Flug 17, wurde am 17. Juli 2014 über Hrabowe (einem Dorf in der Oblast Donezk) abgeschossen, wobei alle 298 Menschen an Bord getötet wurden.

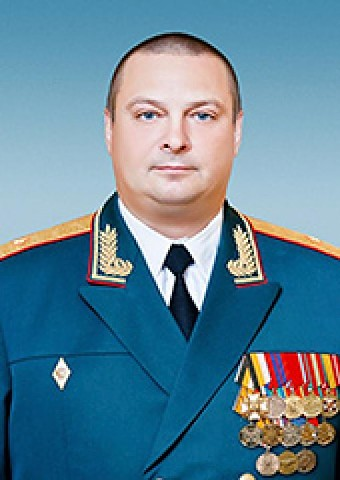
Alexei Sawisjon

- 1. Armeekorps: Ab Frühjahr 2015: Alexei Wladimirowitsch Sawisjon (Алексей Владимирович Завизьон), Pseudonym „Alagir“ und Alexei Wladimirowitsch Pilewin.[3][4] Er befehligt Artillerie, schwere Waffen und Militär in Schlüsselrichtungen im Donbass. Unter seinem direkten Kommando fanden die blutigsten Bombenangriffe auf ukrainische Städte im Osten des Landes statt, darunter Kramatorsk und Mariupol. Seit Februar 2019 ist er Stabschef, erster Stellvertreter von Alexander Alexandrowitsch Schurawljow, dem Kommandeur des Militärbezirks West.[5]

## Separatisten

### Kommandanten

#### Volksrepublik Donezk (VRD)
Volksrepublik Donezk

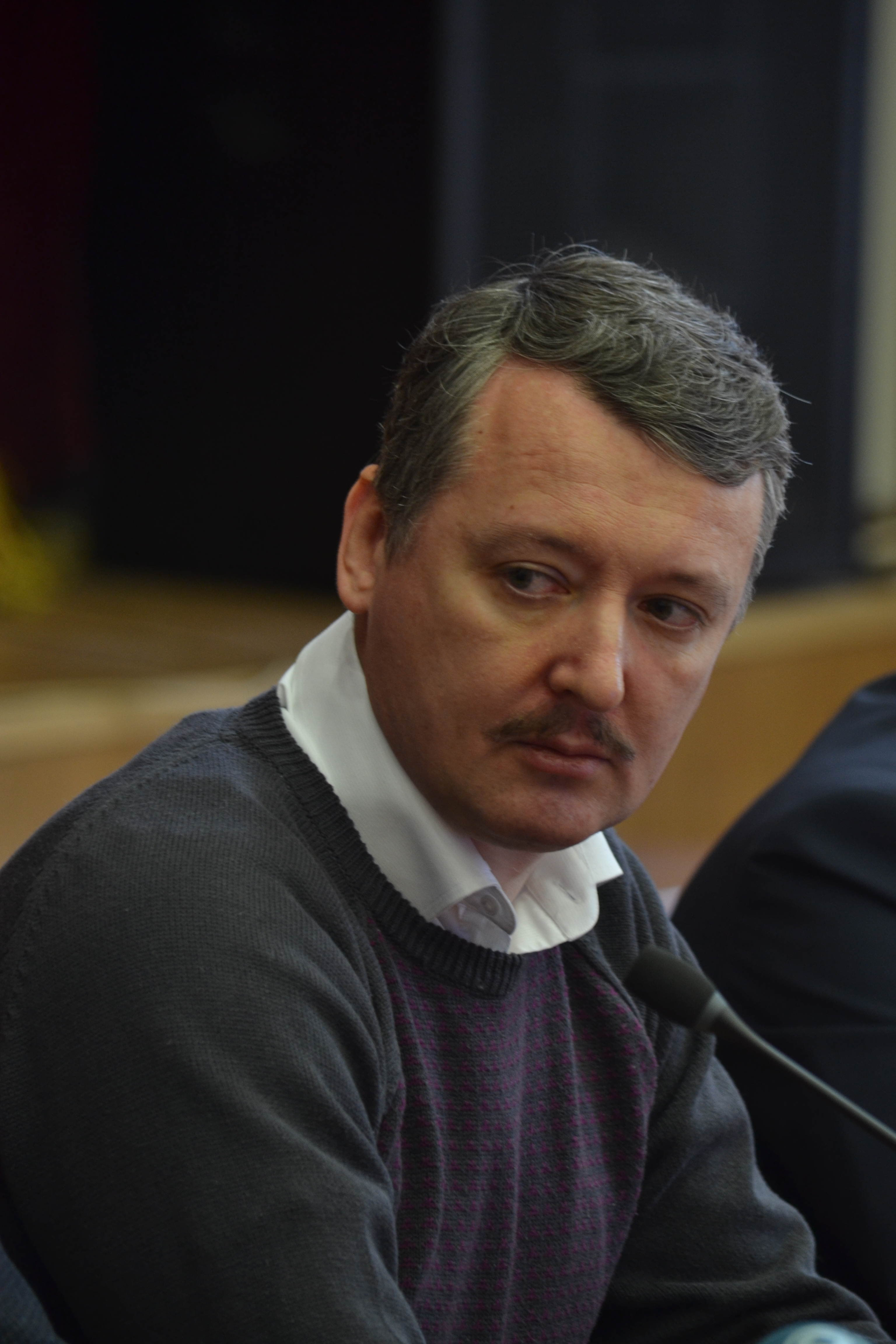
Igor „Strelok“, Kommandeur der Separatistentruppen von April bis August 2014.

- Igor Wsewolodowitsch Girkin, Pseudonym: Strelok, wurde später als Igor Girkin entlarvt, ein in Moskau geborener Russe, Bodentruppen-Veteran, laut ukrainischem Geheimdienst ein ehemaliger Oberst des russischen Militärnachrichtendienstes GRU[6] (ehemaliger)

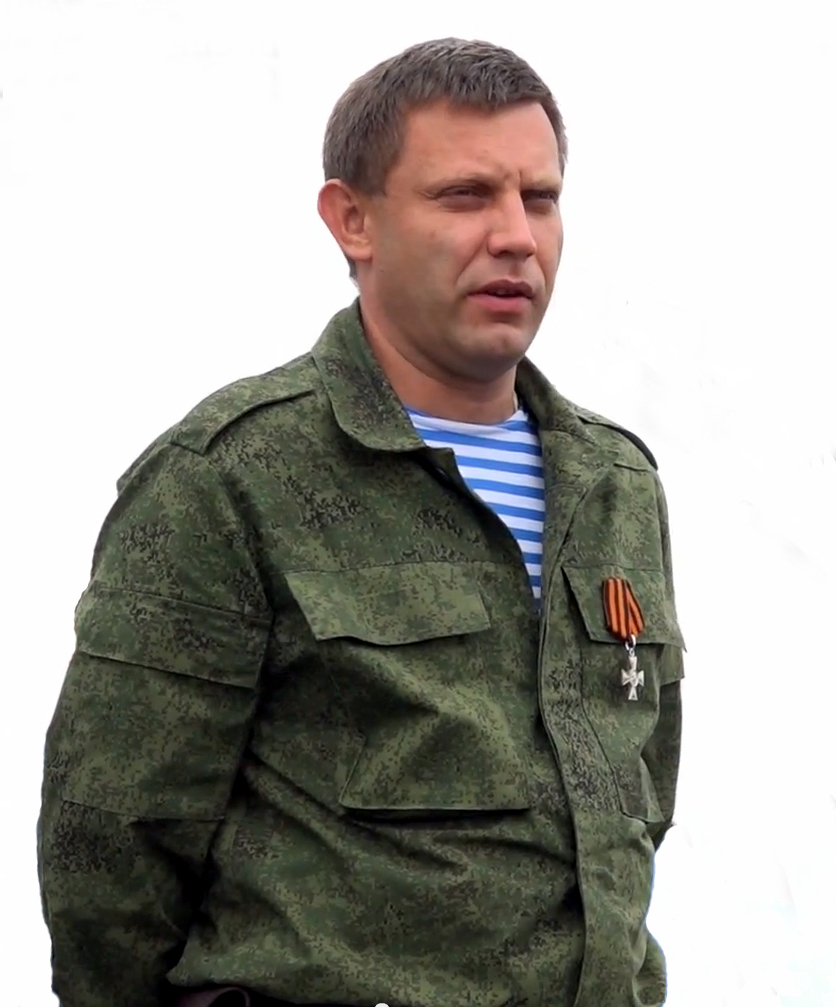
Ehemaliger Leiter der VRD, Alexander Sachartschenko †

- Alexander Wladimirowitsch Sachartschenko †
- Denis Wladimirowitsch Puschilin
- Wladimir Kononow
- Eduard Alexandrowitsch Bassurin
- Pawlo Hubarjew (ehemaliger)
- Sergei Jourikow †, Pseudonym: Romaschka, russisch Сергей Журиков
- Alexander Sergejewitsch Chodakowski
- Igor Nikolajewitsch Besler (ehemaliger)
- Alexander Werin
- „Botsman“[7]
- Konstantin Kusmin
- Sergei Petrowskyj
- Arsen Sergejewitsch Pawlow (1983–2016), Pseudonym: Motorola (Моторола)
- Michail Sergejewitsch Tolstych † Pseudonym: Givi[8]
- Akhra Awidsba
- Iwan Milosevic
- Wladimir Wiktorovitsch Pawlenko, KGB-Offizier, Militär der „VR Donezk“, seit 2015 Minister für Staatssicherheit der VR Donezk, 2014 „Volksbürgermeister“ von Slowjansk[9]

#### Volksrepublik Lugansk (VRL)
Volksrepublik Lugansk
- Waleri Grigorjewitsch Assapow (1966–2017 in Syrien), Pseudonyme: General Primakow, „Tuman“ (russisch für „Nebel“)
- Leonid Iwanowitsch Passetschnik, Republikchef der international nicht anerkannten Volksrepublik Lugansk, Mitglied der russischen Partei Einiges Russland seit Dezember 2021
- Igor Wenediktowitsch Plotnizki (ehemaliger)
- Waleri Bolotow †
- Mykola Kosizyn (ehemaliger)
- Pawel Driomow † (Sein Auto wurde von Unbekannten in die Luft gesprengt)[10]
- Alexei Mosgowoi †
- Alexander Alexandrowitsch Bednow †
- Juri Schewtschenko
- Oleg Bugrow (verhaftet)[11][12] Ehemaliger Verteidigungsminister, eine Position, die in der VRL angeblich am 1. Oktober 2018 abgeschafft wurde.[13][14]

## Einheiten
- Gruppe Wagner
- Gruppe Russitsch, Jan Petrowski
- Freiwilligenunion des Donezbeckens, Wiktor Anossow[15]
- Bataljon Sparta
- Russische Nationale Einheit
- Nationale Befreiungsbewegung
- Eurasische Jugendunion
- Russische Reichsbewegung (RIM), Stanislaw Worobjow[15]
- Russische Reichslegion (RIL), 2008 gegr., Denis Valliullovich Gariejew (* 1978)[15]
- Russische Orthodoxe Armee
- Batman Bataillon Alexander Bednow †, Pseudonym „Batman“
- Kalmius Bataillon
- Nationalgarde der Kosaken
- Oplot Bataillon, kommandiert von Alexander Sachartschenko †
- Prizrak Bataillon
- Republikanische Garde
- Somalia Bataillon, kommandiert von Michail Tolstych
- Wostok Bataillon, kommandiert von Alexander Sergejewitsch Chodakowski
- Zarja Bataillon